# 올룬
올룬(고대 노르드어: Ǫlrún)은 오딘과 프리그 사이에서 태어난 딸로 달의 신이다. 그녀는 예쁘고 현명하고 상냥했다. 그녀가 거주했던 성의 이름은 브레이다블리크(이 곳은 한 번이라도 거짓말을 한 사람이라면 들어갈 수 없다.)이다.